# Gad (fils de Jacob)
Pour les articles homonymes, voir Gad.
Gad (en hébreu: גד - bonheur) est, dans la Bible, le septième fils de Jacob et le premier fils de la servante de son épouse Léa, Zilpa : Léa, s'étant trouvée dans l'incapacité d'enfanter, donna Zilpa pour femme à Jacob, une pratique courante à l'époque. Sa naissance est racontée dans la Genèse, au chapitre 30. Gad fait son testament âgé de 127 ans et meurt. Gad, fils de Jacob, est l'ancêtre de la tribu de Gad. Ce nom était aussi celui du dieu ouest-sémitique des sources, vénéré en particulier à Palmyre.

## Récit biblique

### Gad et son demi-frère Joseph
Joseph rapporte à son père Jacob la mauvaise réputation de Dan et Nephtali (fils de Bilha) et de Gad et Aser (fils de Zilpa). C'est ainsi que Joseph dit à son père Jacob que Dan, Nephtali, Gad et Aser dévorent les meilleures bêtes du troupeau. En réalité Joseph les a vus manger un agneau agonisant retiré de la bouche d'un ours tué par Gad. C'est pourquoi Gad déclare qu'il ne veut plus jamais voir Joseph.
Un jour Jacob envoie son fils Joseph rejoindre ses frères qui font paître son petit bétail. Les frères de Joseph complotent pour le tuer et Siméon et Gad s'apprêtent à le tuer. Joseph se met alors derrière Zabulon et les supplie de ne pas le tuer. Ruben intervient et leur dit de ne pas le tuer mais de le jeter dans un puits, son intention étant de l'en retirer plus tard. Finalement Joseph est dévêtu de sa tunique et jeté dans un puits sans eau où il reste affamé pendant trois jours et trois nuits. Juda surveille le puits asséché pendant deux jours et deux nuits craignant que Siméon et Gad ne tuent Joseph. Zabulon est ensuite chargé de surveiller ce puits jusqu'à la vente de Joseph. 
Juda propose de vendre Joseph à une caravane d'Ismaélites se rendant en Égypte. Des Madianites retirent Joseph du puits sans eau et il est vendu pour vingt pièces d'argent. Avant d'être vendu, Joseph est revêtu d'un vieux vêtement d'esclave. En réalité, Gad et Juda le vendent pour trente pièces d'or, en cachent dix et en montrent vingt à leurs frères. Siméon, Gad et six de leurs frères achètent des sandales. Ruben, parti chercher du nécessaire stocké à Dotham, n'est pas au courant de cette transaction et retourne au puits sans eau mais ne retrouve pas Joseph.
La tunique de Joseph est trempée dans le sang d'un bouc égorgé par Dan et portée à leur père Jacob par Nephtali. Jacob pense que son fils Joseph est mort dévoré par une bête sauvage et se montre inconsolable.

### Gad en Égypte
À la suite d'une famine les fils de Jacob, dont Gad et sauf Benjamin[Quoi ?], font un premier voyage pour acheter du blé en Égypte et sont mis en prison pendant trois jours. Ils sont libérés mais Joseph retient prisonnier Siméon et leur donne finalement du blé à emporter. Joseph exige qu'ils fassent venir à lui Benjamin pour libérer Siméon.
La famine continuant les fils de Jacob, dont Gad et Benjamin le plus jeune fils, font un deuxième voyage pour acheter du blé en Égypte. Siméon est libéré puis Joseph se fait reconnaître à ses frères qui retournent en Canaan avec de nombreux présents et apprennent à Jacob que Joseph est toujours vivant.
Jacob et toute sa descendance, dont Gad, s'installent en Égypte. Tsiphiôn ou Tsephôn, Haggui,  Shouni, Etsbôn ou Ozni, Éri, Arodi ou Arod, Aréli sont les sept fils de Gad qui partent avec leur père et leur grand-père Jacob pour s'installer en Égypte au pays de Goshen dans le delta du Nil.

### Gad (fils de Jacob) et Gad (prophète de David)
Dans le récit biblique, on trouve aussi : Gad prophète et visionnaire du roi David,,,,.